# High Civilization
High Civilization es el decimonoveno álbum de estudio de los Bee Gees. Fue lanzado el 25 de marzo de 1991 en el Reino Unido y el 14 de mayo de 1991 en los Estados Unidos. Este álbum de estudio sería el último en ser grabado para el sello Warner Bros. Records luego de un contrato de 4 años.

## Lista de canciones
Todas las canciones escritas y compuestas por Barry Gibb, Robin Gibb y Maurice Gibb. 
| Lista |                      |          |  |
| N.º   | Título               | Duración |  |
| 1.    | «High Civilization»  | 5:30     |  |
| 2.    | «Secret Love»        | 3:42     |  |
| 3.    | «When He's Gone»     | 5:59     |  |
| 4.    | «Happy Ever After»   | 6:17     |  |
| 5.    | «Party with No Name» | 4:56     |  |
| 6.    | «Ghost Train»        | 6:04     |  |
| 7.    | «Dimensions»         | 5:28     |  |
| 8.    | «The Only Love»      | 5:36     |  |
| 9.    | «Human Sacrifice»    | 5:42     |  |
| 10.   | «True Confessions»   | 5:16     |  |
| 11.   | «Evolution»          | 5:36     |  |

Las canciones como «High Civilization», «Secret Love», «When He's Gone», «Ghost Train» son interpretadas por Barry Gibb y Robin Gibb. En las canciones «Happy Ever After», «Party With No Name», «The Only Love», «Human Sacrifice», «True Confessions», «Evolution» son interpretadas únicamente por Barry Gibb. En la canción «Dimensions» es interpretadas únicamente por Maurice Gibb.

## Elenco musical
Bee Gees
- Barry Gibb - Voz y guitarra
- Robin Gibb - Voz
- Maurice Gibb - Voz en «Dimensions» y Multinstrumentista

Personal adicional
- Alan Kendall - guitarra, Ingeniero y Mezcla[3]
- Tim Cansfield - guitarra[20]
- Mike Murphy - batería[3]
- Scott Crago - batería (en «When He Gone» y «The Only Love») (sin acreditar)
- Tim Moore - teclados, sintetizador, programador[3]
- George Perry - bajo
- Lenny Castro - percusión[21]
- Julia y Maxine Waters - coros y percusión[3]

Producción
- Femi Jiya - Ingeniero de audio[22]
- John Merchant - ingeniero de sonido[23]
- Barry Gibb, Robin Gibb, Maurice Gibb - productores

## High Civilization World Tour
High Civilization World Tour fue la décima gira de conciertos de los Bee Gees en apoyo de su decimonoveno álbum de estudio High Civilization . La gira comenzó el 25 de mayo de 1991 en Kiel , Alemania y finalizó el 9 de julio de 1991 en Birmingham , Inglaterra .